# Peter Wildeblood
 (août 2018).
Peter Wildeblood (19 mai 1923 - 14 novembre 1999) est un journaliste, romancier, dramaturge et militant des droits des homosexuels anglo-canadien. Il a été l'un des premiers hommes du Royaume-Uni à déclarer publiquement son homosexualité.

## Biographie
Peter Wildeblood naît à Alassio, sur la Riviera italienne, en 1923. Il est le seul enfant de Henry Seddon Wildeblood (né 1863), ingénieur à la retraite de l'Indian Public Works Department, et de sa seconde épouse, Winifred Isabel, née Evans, fille d'un éleveur de moutons en Argentine. Il grandit au chalet de ses parents près de la forêt d'Ashdown. Sa mère est beaucoup plus jeune que son père et Wildeblood se demandera plus tard si cela a affecté son développement.

## Carrière
Wildeblood remporte une bourse pour étudier au Radley College. Il étudie ensuite à Trinity College, à Oxford, en 1941, mais abandonne après une dizaine de jours pour des raisons de santé. Peu de temps après, il travaille pour la Royal Air Force et suit une formation de pilote en Rhodésie du Sud. Après une série d'accidents, il cesse ses activités de pilote et devient l'un des météorologues de la RAF en demeurant dans le Sud de la Rhodésie pour le reste de la guerre. Après sa démobilisation, il reprend ses études au Trinity College, où il rejoint un cercle homosexuel qui se consacre au théâtre et aux arts.